# Platser i Tintin
Platser i Tintin är fiktiva platser i äventyren om Tintin.
- Flechizaff-sjön (franska: Lac de Flechizzaf) är en fiktiv sjö på Balkan som finns i de fiktiva länderna Syldavien och Bordurien, omnämnd i ett äventyr med Tintin som heter "Tintin och hajsjön". Sjön ligger till hälften i Syldavien och den andra hälften ligger i Bordurien. Det framgår att sjön är konstgjord och att en hel stad har dränkts för att anlägga denna sjö. Det finns ett inslag av mystik kring denna sjö och folk som bor i närheten är rädda för sjön och tror att Djävulen bor i sjön. Professor Kalkyl har en villa som ligger precis bredvid denna sjö.
- Gran Chapo är en plats i Sydamerika som omnämns i albumet Det sönderslagna örat. Det ligger exakt på gränsen mellan länderna San Theodoros och Nuevo Rico. Gran Chapo (som på franska uttalas som Grand Chapeau - stor hatt) är baserad på området Gran Chaco i Chacokriget mellan Bolivia och Paraguay. En expedition av forskare har hittat spår av olja och det finns två västliga storföretag som vill åt den, General American Oil och English Company of South American Prenolium. General American Oil sponsrar San Theodoros att gå i krig mot Nuevo Rico, som i sin tur är sponsrade av English Company of South American Prenolium. Det hela slutar i ett krig mellan de två bananrepublikerna, och i slutändan visar det sig att spåren efter oljan var falska.
- Las Dopicos är huvudstaden i det fiktiva landet San Theodoros, som är omnämnt i flera äventyr med den belgiske seriehjälten Tintin, skapad av Hergé. 
När General Tapioca kom till makten byttes stadens namn till Tapiocapolis, och när General Alcazar tar makten får staden istället namnet Alcazaropolis. I staden finns bland annat ett fängelse, presidentpalats, lyxiga hotell och en hamn. Varje år brukar det hållas en stor karneval.
- Khemed är ett fiktivt arabland som är omnämnt i flera äventyr med Tintin, bland andra Det svarta guldet och Koks i lasten. Landets huvudstad är Wadesdah. I landet pågår ett ständigt inbördeskrig mellan emir Muhammed Ben Kalish Ezab och schejk Bab El Ehr.
- Kiltoch är en fiktiv by i Tintins äventyr, skapad av belgaren Hergé. Den ligger uppe i de skotska högländerna.[1] Här återfinner vi bland annat puben The Kiltoch Arms, där Tintin övernattar. Byn ligger troligtvis vid havet, då det förekommer tidvatten. I bukten utanför byn på en ö, ligger de svarta ruinerna av slottet Ben Moore. Här höll falskmyntare till, beskyddade av gorillan Ranko, som injagade skräck i befolkningen i byn, tills Tintin kom dit.
- Klow (syldaviska Клов) är en fiktiv huvudstad i det fiktiva landet Syldavien på Balkanhalvön.[2] Denna stad är omnämnd i flera seriealbum om Tintin av Hergé.
- Nuevo Rico är ett fiktivt land i Sydamerika. Det är omnämnt i Tintin albumet Det sönderslagna örat, skapat av belgaren Hergé. Landet är i krig med det fiktiva landet San Theodoros under den tid som Det sönderslagna örat utspelas. Huvudstaden i Nuevo Rico är Sanfacion.
- Plekszy Gladz Platz är en fiktiv plats i den fiktiva staden Szohôd i Bordurien. Denna plats syns i Tintin-albumet Det hemliga vapnet. Platsen är uppkallad efter Borduriens diktator Plekszy Gladz. Detta är en stor öppen plats med en cirkulationsplats för trafiken. Mitt på Plekszy Gladz Platz finns en stor staty som föreställer diktatorn Plekszy Gladz. Bakom statyn finns regeringspalatset. Bredvid regeringspalatset finns en moské. Platsen är i övrigt omgiven av stora hus. I närheten av Plekszy Gladz Platz finns också lyxhotellet Hotel Zsnôrr.
- Sondonesien är ett fiktivt land baserat på Indonesien i ett manusutkast till Hergés sista, ofullbordade Tintinalbum Tintin och alfabetskonsten. De har där en bjudning på sin ambassad, till vilken Tintin och Kapten Haddock är bjudna.
- Sbrodj är en fiktiv plats i det fiktiva landet Syldavien som finns på Balkan, omnämnd i äventyren Månen tur och retur (del 1) och Månen tur och retur (del 2) med Tintin. Platsen ligger uppe i den syldaviska bergskedjan Zmyhlpatherna och på denna plats finns ett enormt forskningscentrum för atomfysik. Detta ställe är mycket högteknologiskt och är även mycket välbevakat av syldavisk polis och militär. Sbrodj kan ha inspirerats av Los Alamos i USA med vilket det har stora likheter.Den stora byggnad som syns i några av teckningarna påminner väldigt mycket om K-25 anläggningen i Oak Ridge, den anläggning där gasdiffusionsprocessen skulle användas i Manhattanprojektet för anrikning av naturligt uran, Sbrodj påminner mera om en kombination av Oak Ridge och Los Alamos.
- Szohôd är den fiktiva huvudstaden i det fiktiva landet Bordurien på Balkanhalvön. Denna stad är omnämnd i flera seriealbum om Tintin av Hergé.[3] Här finns Plekszy Gladz Platz, uppkallad efter Borduriens diktator Plekszy Gladz.